# Carlos Rafael Rodríguez

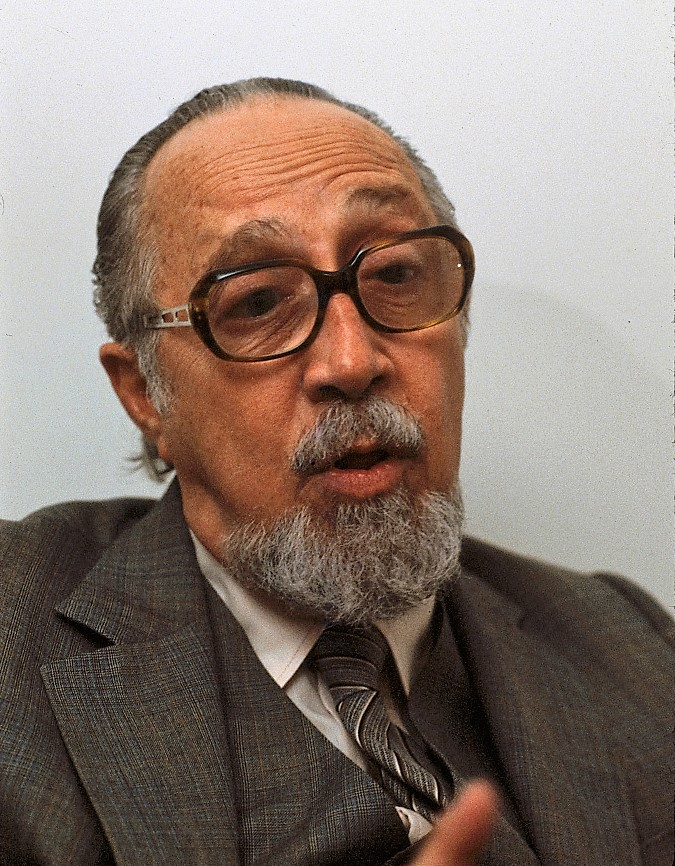
Carlos Rafael Rodríguez

Carlos Rafael Rodríguez Rodríguez (* 23. Mai 1913 in Cienfuegos; † 8. Dezember 1997 in Havanna) war ein kubanischer kommunistischer Politiker und Ökonom.

## Leben
Rodríguez wurde bereits im Alter von 20 Jahren Bürgermeister seiner Geburtsstadt, nachdem er zuvor an der Widerstandsbewegung gegen die Regierung Gerardo Machados teilgenommen hatte und im Umfeld der Kommunistischen Partei Kubas (PCC) aktiv gewesen war. 1939 schloss er sein Studium der Rechts-, Politik- und Wirtschaftswissenschaften ab.
Seit 1937 Mitglied der PCC und seit 1940 von deren Exekutivkomitee trat Rodríguez 1942 in das Kabinett von Präsident Fulgencio Batista ein.
Rodríguez lernte Fidel Castro wenige Tage vor dem Angriff auf die Moncada-Kaserne am 26. Juli 1953 kennen. Obwohl Rodríguez den Angriff verurteilte schloss er sich 1958 der Bewegung des 26. Juli in der Sierra Maestra an, um deren Guerillakrieg gegen Batista zu unterstützen.
Nach dem Sieg der Revolution 1959 wurde Rodríguez zu einem der führenden Politiker Kubas. Von 1962 bis 1965 leitete Rodríguez das Nationale Institut für Agrarreform (und war damit de facto Landwirtschaftsminister Kubas), von 1965 bis zu seinem Lebensende war er Mitglied des Politbüros des Zentralkomitees der PCC, 1969 nahm er als Beobachter am Internationalen Treffen der Kommunistischen und Arbeiterparteien in Moskau teil, von 1967 bis 1976 war er Minister für Ausländische Investitionen und wirtschaftliche Zusammenarbeit und von 1972 bis 1997 einer der stellvertretenden Vorsitzenden des kubanischen Ministerrates.
Am Ende seines Lebens litt er an Parkinson. Er starb in Havanna und wurde mit staatlichen Ehren beigesetzt, die Kommission für die Beerdigung von Rodríguez wurde von Fidel Castro persönlich geleitet.
Die Universität seiner Heimatstadt wurde 1998 nach ihm benannt.